# زمین‌لرزه ۱۹۸۹ نیوکاسل
زمین‌لرزه نیوکاسل  در تاریخ ۲۷ دسامبر ۱۹۸۹ میلادی، برابر با ‎۶ دی ۱۳۶۸، ساعت ۲۳:۲۶:۵۷ به زمان یوتی‌سی در استرالیا ، منطقه نیوکاسل رخ داد. ژرفای این زلزله ۹٫۷ کیلومتر بود، و بزرگی آن ۵٫۴ در مقیاس Mw اعلام شده‌است. زمین‌لرزه به وقت محلی در روز پنج‌شنبه، ساعت ۹ روی داده و منطقه زمانی آن یوتی‌سی +۱۰ بوده‌است (با لحاظ تغییر ساعت تابستانی).
سازمان زمین‌شناسی آمریکا نیز رومرکز این زمین‌لرزه را در مختصات ۳۲°۵۸′۰۱″جنوبی ۱۵۱°۳۷′۰۸″شرقی / ۳۲٫۹۶۷°جنوبی ۱۵۱٫۶۱۹°شرقی و ژرفای آنرا در ۱۰ کیلومتر گزارش کرده‌است. بزرگی برگزیدهٔ این سازمان از میان بزرگیهای محاسبه‌شدهٔ مختلف ۵٫۵ در مقیاس MD بوده و از دید اثر، در میان چهار دسته‌بندی «نامحسوس»، «محسوس»، «زیان‌آور» یا «با تلفات»، زلزله را «با تلفات» اعلام کرده‌است.
شمار کشتگان زلزله حدود ۱۲ نفر بوده‌است.تعداد زخمیان ۱۶۰ نفر برآورده شده‌است.